# Vieille-Église-en-Yvelines
Vieille-Église-en-Yvelines – miejscowość i gmina we Francji, w regionie Île-de-France, w departamencie Yvelines.
Według danych na rok 1990 gminę zamieszkiwało 735 osób, a gęstość zaludnienia wynosiła 77 osób/km² (wśród 1287 gmin regionu Île-de-France Vieille-Église-en-Yvelines plasuje się na 708. miejscu pod względem liczby ludności, natomiast pod względem powierzchni na miejscu 403.).